# Chris Nabholz
Christopher William Nabholz (né le 5 janvier 1967 à Harrisburg, Pennsylvanie, États-Unis) est un ancien lanceur gaucher au baseball ayant joué dans les Ligues majeures pendant six années de 1990 à 1995, dont quatre avec les Expos de Montréal.

## Carrière
Chris Nabholz est un choix de deuxième ronde des Expos de Montréal en 1988. Il fait ses débuts dans les Ligues majeures le 11 juin 1990. Le gaucher remporte 6 décisions sur 8 en 11 départs à sa première année et s'aligne avec les Expos jusqu'en 1993, atteignant un sommet de 11 victoires en 1992.
En 1994, Nabholz passe aux Indians de Cleveland, qui l'échangent en cours de saison aux Red Sox de Boston. Il termine sa carrière en lançant en relève pour les Cubs de Chicago en 1995.
En 141 parties, dont 100 départs, dans les majeures, Chris Nabholz a remporté 37 victoires contre 35 défaites. Il a retiré 405 frappeurs sur des prises en 611 manches et deux tiers lancées et présenté une moyenne de points mérités de 3,94.